# Oceanborn
Oceanborn é o segundo álbum de estúdio da banda finlandesa de metal sinfônico Nightwish, que foi lançado em 7 de dezembro de 1998 na Finlândia pela Spinefarm Records. É considerado pela maioria dos fãs e críticos como a grande "estreia" da banda, e foi a partir de seu lançamento que ganharam notoriedade no cenário do metal europeu. A capa do álbum mostra uma coruja carregando um pergaminho, que também aparece no álbum Wishmaster e nos singles "Sacrament of Wilderness" e "Passion and the Opera".
Após o lançamento do álbum, o primeiro single "Sacrament of Wilderness" tornou-se uma das mais presentes nos shows, "Sleeping Sun" e "Walking in the Air" também eram frequentes; sendo que esta última foi apresentada apenas uma vez com a segunda vocalista, Anette Olzon, em setembro de 2009 na Hartwall Areena de Helsinque. A vocalista Tarja Turunen, em sua carreira solo, fez apresentações ao vivo de "Passion and the Opera" e "Sleeping Sun" na turnê Storm World Tour; e com a turnê que promoveu seu disco What Lies Beneath, ela voltou a tocar o antigo clássico "Stargazers".
Devido ao sucesso internacional do álbum, o Nightwish realizou entre 1998 e 1999 uma turnê pela Europa intitulada Oceanborn Europe Tour; e durante esta turnê ocorreu a primeira apresentação internacional do grupo na Alemanha, ao lado da banda Rage. O álbum foi lançado em 1999 na Alemanha, Coreia do Sul, Malásia, Japão, França, Polônia e Taiwan e vendeu cerca de 68 mil cópias apenas na Finlândia.
Em 2017, o portal Loudwire o elegeu como o 10º melhor disco de power metal de todos os tempos.

## Contexto
Oceanborn traz um estilo diferente de seu predecessor, Angels Fall First, com som mais abrangente ao power metal, porém a influência folk de Angels Fall First ainda pode ser ouvida, especialmente na faixa "Moondance". A maioria das canções do álbum são fantasiadas, como as faixas "Swanheart", "Walking in the Air" (cover do filme de animação The Snowman), contudo, faixas como "Gethsemane" expressam sentimento e religião. Além disso, há também peças com caráter mais teatral, como "Devil & the Deep Dark Ocean" e "Passion and the Opera".
Oceanborn é considerado um dos álbuns mais obscuros da banda, contendo os vocais masculinos de Tapio Wilska em duas canções,[carece de fontes?] junto aos vocais líricos da soprano Tarja Turunen. Os integrantes Tuomas Holopainen, Jukka Nevalainen e o próprio Wilska contribuíram com alguns vocais de fundo para "Moondance", sendo a única música da banda a conter a voz de Jukka.

## Faixas
| N.º | Título                                                               | Compositor(es)          | Duração |  |
| 1.  | "Stargazers"                                                         | Tuomas Holopainen       | 4:28    |  |
| 2.  | "Gethsemane"                                                         | Tuomas e Emppu Vuorinen | 5:22    |  |
| 3.  | "Devil & the Deep Dark Ocean" (com Tapio Wilska)                     | Tuomas                  | 4:46    |  |
| 4.  | "Sacrament of Wilderness" (primeiro single)                          | Tuomas e Emppu          | 4:12    |  |
| 5.  | "Passion and the Opera" (segundo single)                             | Tuomas e Emppu          | 4:50    |  |
| 6.  | "Swanheart"                                                          | Tuomas                  | 4:44    |  |
| 7.  | "Moondance" (instrumental)                                           | Tuomas                  | 3:31    |  |
| 8.  | "The Riddler"                                                        | Tuomas                  | 5:16    |  |
| 9.  | "The Pharaoh Sails to Orion" (com Tapio Wilska)                      | Tuomas                  | 6:26    |  |
| 10. | "Walking in the Air" (cover de Howard Blake)                         | Howard Blake            | 5:31    |  |
| 11. | "Sleeping Sun (Four Ballads of the Eclipse)" (bônus na edição alemã) | Tuomas                  | 4:05    |  |
| 12. | "Nightquest" (bônus na edição brasileira)                            | Tuomas                  | 4:17    |  |

## Desempenho nas paradas
| País      | Parada (1998)        | Melhor posição |
| --------- | -------------------- | -------------- |
| Finlândia | Mitä hittiä          | 28             |
| País      | Parada (1999)        | Melhor posição |
| Alemanha  | Media Control Charts | 21             |
| Finlândia | Mitä hittiä          | 5              |
| País      | Parada (2000)        | Melhor posição |
| Finlândia | Mitä hittiä          | 24             |
| País      | Parada (2001)        | Melhor posição |
| Finlândia | Mitä hittiä          | 38             |

## Créditos
A seguir estão listados os músicos e técnicos envolvidos na produção do álbum Oceanborn:
| - Tuomas Holopainen – teclado - Emppu Vuorinen – guitarra - Tarja Turunen – vocais - Jukka Nevalainen – bateria - Sami Vänskä – baixo - Tapio Wilska – vocais em "Devil & the Deep Dark Ocean" e "The Pharaoh Sails to Orion" - Esa Lehtinen – flauta - Plamen Dimov – violino - Kaisli J. Kaivola – violino - Markku Palola – viola - Erkki Hirvikangas – violoncelo | - Tero Kinnunen – engenheiro de som - Mika Jussila – masterização - Mikko Karmila – mixagem - Maria Sandell – arte da capa, arte do encarte - Markus Mayer – arte da capa (versão da Drakkar) |